# American Curl

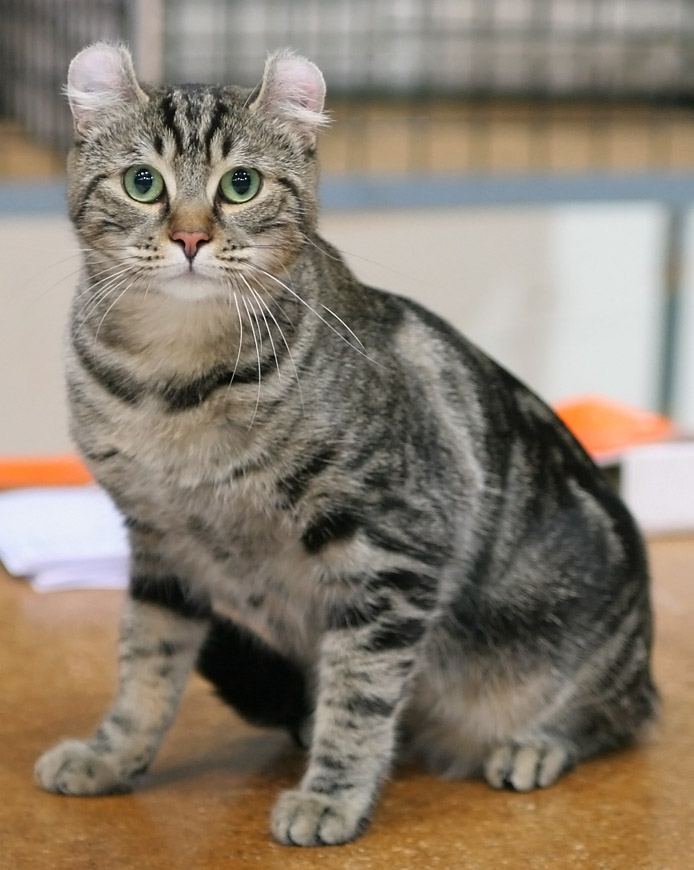
Femella de pèl curt proclamada Gran Campiona Internacional (GIC) a l'exhibició felina de la FIFe celebrada el 2006 a Hèlsinki

L'American Curl és una raça de gat originària dels Estats Units. Els orígens de la seva cria daten de la dècada del 1980, a partir d'una gata negra anomenada Shulamith, que tenia les orelles naturalment doblegades cap enrere i fou recollida per una parella de californians. La cria selectiva d'aquesta raça es basa en els encreuaments entre gats descendents de Shulamith, que tenen les orelles doblegades, i gats domèstics.